# Dornier 228

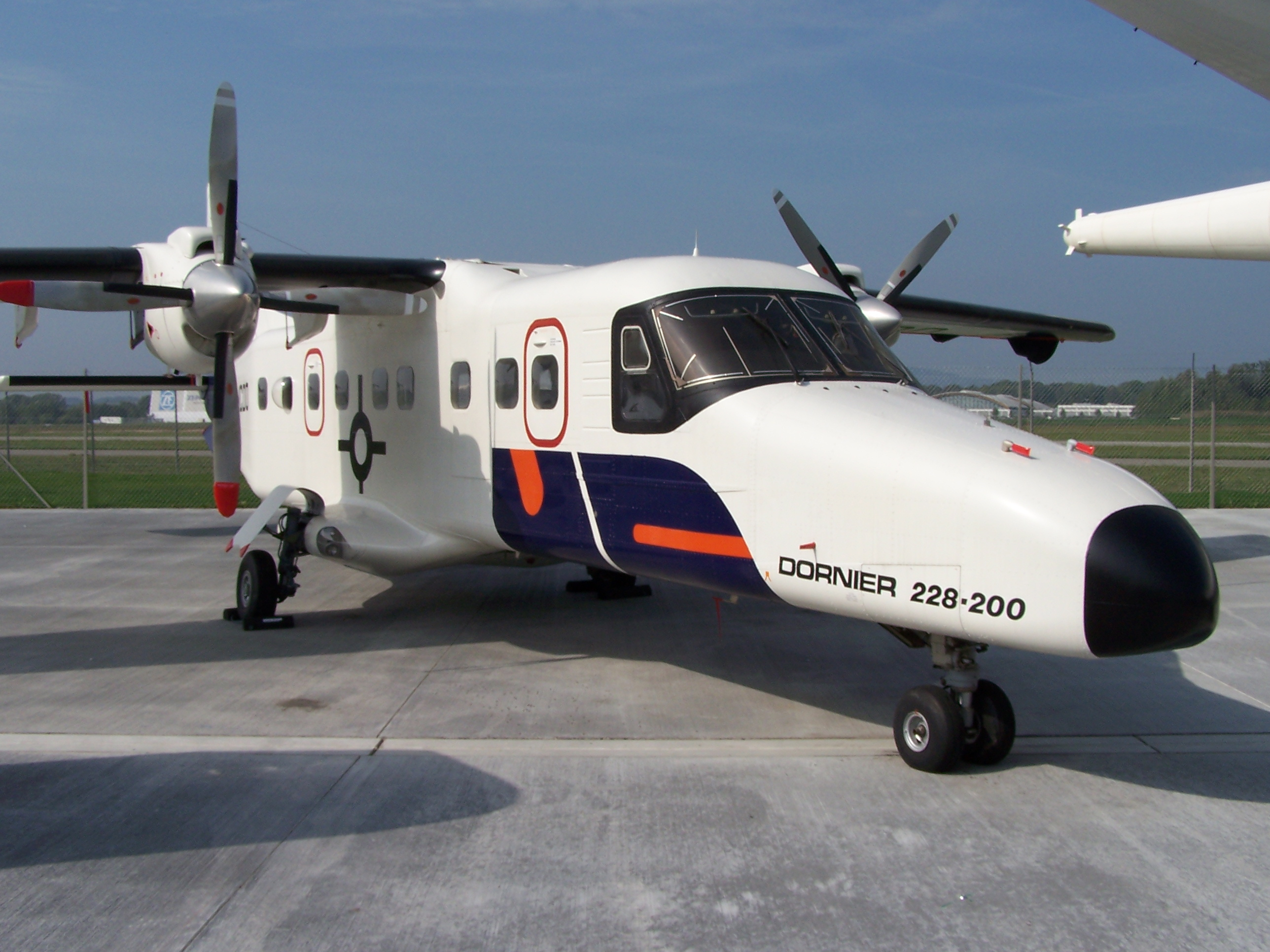
Dornier 228

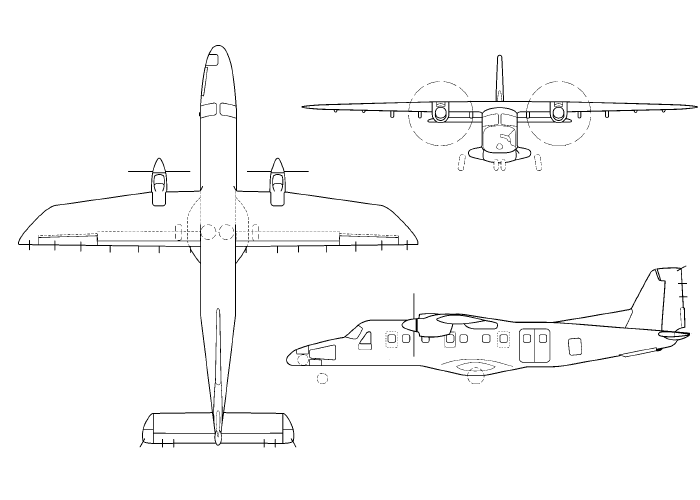
Ritning av Dornier 228

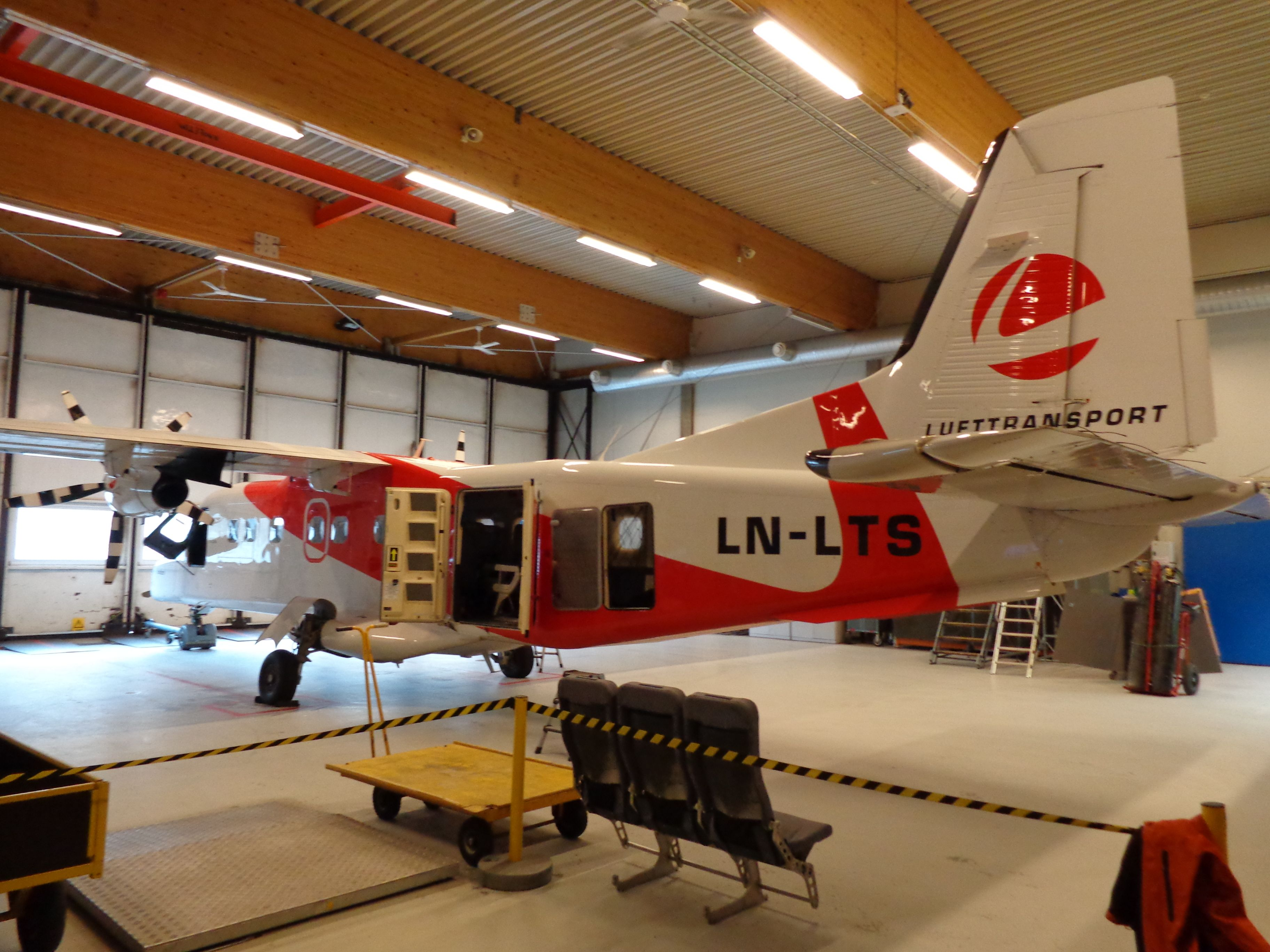
En av norska Lufttransports två Dornier 228, som är stationerade i Longyearbyen i Svalbard

Dornier 228 är ett tvåmotorigt propellerflygplan med STOL-egenskaper som tillverkas av bland andra Hindustan Aeronautics Limited i Indien på licens, och också av RUAG i Schweiz.